# FAC Team für Wien
FAC Team für Wien was een Oostenrijkse voetbalclub uit Floridsdorf, een stadsdeel van de hoofdstad Wenen. De club ontstond op 18 juni 2007 door een fusie tussen Floridsdorfer AC en PSV Team für Wien. In 2014 promoveerde FAC naar de Erste Liga door het kampioenschap in de Regionalliga Ost. Daarna werd de naam van de club weer veranderd naar Floridsdorfer AC. 
De rijke geschiedenis van FAC en met het goede beleid van PSV lijkt er een nieuwe grote club voort te komen uit Floridsdorf. De traditionele clubkleur blauw werd behouden en het vooropgestelde doel in het eerste bestaansjaar was promotie naar de Erste Liga.

## Seizoen 2007/08
FAC startte het seizoen bijzonder goed en won de eerste acht wedstrijden op rij, directe concurrent was SKN St. Pölten, dat gelijk speelde op de vijfde speeldag en achtste speeldag maar voor de rest ook alle wedstrijden won. Op de negende speeldag kwam het tot een clash tussen beide teams. FAC verloor voor de eerste keer maar bleef wel met één punt voorsprong aan de kop van de rangschikking. Op de twaalfde speeldag verloor het dan uiteindelijk de leiding aan St. Pölten na een nieuw gelijkspel. De vijftiende speeldag bracht opnieuw de leiderspositie met zich mee nadat SKN verloor van First Vienna. De club deed nog een keer haasje over met SKN. Op de 24ste speeldag verloor FAC met 2-0 van SKN en moest de leidersplaats aan SKN laten. SKN gaf de leidersplaats niet meer af en kroonde zich enkele speeldagen later kampioen.

## Seizoen 2008/09
Het tweede seizoen van de club verloopt minder goed, voor de winterstop stond de club op een teleurstellende elfde plaats.

## Eindklasseringen
| Seizoen           | №                 | Clubs             | Divisie           | Duels             | Winst             | Gelijk            | Verlies           | Doelsaldo         | Punten            | Tsch              |
| FAC Team für Wien | FAC Team für Wien | FAC Team für Wien | FAC Team für Wien | FAC Team für Wien | FAC Team für Wien | FAC Team für Wien | FAC Team für Wien | FAC Team für Wien | FAC Team für Wien | FAC Team für Wien |
| ----------------- | ----------------- | ----------------- | ----------------- | ----------------- | ----------------- | ----------------- | ----------------- | ----------------- | ----------------- | ----------------- |
| 2011–2012         | 9                 | 16                | Regionalliga Ost  | 30                | 10                | 10                | 10                | 36–29             | 40                | 561               |
| 2012–2013         | 3                 | 16                | Regionalliga Ost  | 30                | 15                | 10                | 5                 | 59–39             | 55                | 445               |
| 2013–2014         | 1                 | 16                | Regionalliga Ost  | 30                | 20                | 4                 | 6                 | 55–24             | 64                | 472               |